# Mizuo Peck
Mizuo Peck (Nueva York, 18 de agosto de 1977) es una actriz estadounidense, reconocida por interpretar el personaje de Sacajawea en la serie fílmica Night at the Museum, protagonizada por Ben Stiller.

## Carrera
Nacida y criada en la ciudad de Nueva York, Mizuo se graduó en el Teatro del Conservatorio de Artes Escénicas SUNY Purchase. Se unió al Screen Actor's Guild cuando tenía 18 años y ha realizado muchos comerciales, doblajes y campañas impresas para marcas nacionales, incluidas Levi's, Verizon, Kitchen Aid, Oil of Olay, entre otras.
Su papel más notable es el de la figura histórica Sacagawea en la serie de películas Night at the Museum. Otros créditos cinematográficos de Mizuo incluyen A Case of You, Almost in Love y Scenes of the Crime. Sus créditos en televisión incluyen Law & Order: Criminal Intent, un papel recurrente en All My Children y el drama policial de ciencia ficción WitchBlade. También ha estado activa en el teatro.

## Filmografía parcial
- Nicht heulen, Husky - Maggie (2000)
- Scenes of the Crime – Sharon (2001)
- Witchblade – Mija Woo (2002)
- All My Children – Tia (2003)
- Law & Order: Criminal Intent – Sheila (2006)
- Night at the Museum – Sacagawea (2006)
- Magritte Moment – Karen (2008)
- Night at the Museum: Battle of the Smithsonian – Sacagawea (2009)
- Almost in Love – Kiko (2011)
- A Case of You – Jemily (2013)
- Night at the Museum: Secret of the Tomb – Sacagawea (2014)